# Melanoplus gracilis
Melanoplus gracilis är en insektsart som först beskrevs av Bruner, L. 1876.  Melanoplus gracilis ingår i släktet Melanoplus och familjen gräshoppor. Inga underarter finns listade i Catalogue of Life.